# Bhavanisagar
Bhavanisagar é uma panchayat (vila) no distrito de Erode , no estado indiano de Tamil Nadu.

## Demografia
Segundo o censo de 2001,  Bhavanisagar  tinha uma população de 4156 habitantes. Os indivíduos do sexo masculino constituem 51% da população e os do sexo feminino 49%. Bhavanisagar tem uma taxa de literacia de 64%, superior à média nacional de 59.5%; with male literacy of 73% and female literacy of 54%. 9% da população está abaixo dos 6 anos de idade.